# Michael Soong
Michael John Soong (Hongkong, 16 februari 1980) is een Hongkongs autocoureur.

## Carrière
In 2002 nam Soong deel aan de Formule Russell in de Verenigde Staten. In 2003 maakte hij de overstap naar het GT-racen, in dat jaar debuteerde hij in het Ontario Touring GT Championship.
In 2004 stapte Soong over naar de toerwagens, waarbij hij zijn debuut maakte in de 1600-klasse van het Hong Kong Touring Car Championship. In 2005 werd hij in die klasse derde met één overwinning. In 2006 stapte hij in dit kampioenschap over naar de 2000-klasse, waar hij in 2007 als derde eindigde met drie overwinningen. Dat jaar maakte hij ook zijn debuut in het China Touring Car Championship, waar hij als zevende in het kampioenschap eindigde. In 2008 eindigde hij als zesde in de 2000-klasse van het HKTCC met drie overwinningen en als zevende met één overwinning in het CTCC. In 2009 werd hij kampioen in de 2000-klasse van het HKTCC met twee overwinningen, terwijl hij in het CTCC met één overwinning zesde werd.
Na twee jaar zonder races te hebben gereden, keerde Soong in 2012 terug in het HKTCC, waar hij als achtste eindigde in de S2000-klasse. Ook nam hij opnieuw deel aan het CTCC in een Kia K2. In 2013 werd hij in het CTCC twaalfde.
In 2013 maakte Soong ook zijn debuut in het World Touring Car Championship, waarin hij in het laatste raceweekend op het Circuito da Guia instapte bij het team Campos Racing. In de eerste race eindigde hij als achttiende, maar in de tweede race wist hij de finish niet te bereiken.